# Ponto de equivalência
Ponto de equivalência em um uma titulação, refere-se ao momento em que o titulado reagiu completamente com o titulante.
Este ponto é atingido quando as concentrações do titulante e do titulado estão nas proporções estequiométricas da reação, proporções estas que são verificáveis por meio da equação química da reação, razão pela qual também é designado de ponto estequiométrico.
Como exemplo, perto do ponto de equivalência de uma titulação ácido-base, há uma zona em que se verifica uma variação brusca de pH, que pode mudar de cor, uma quantidade de indicadores sensível à região de pH do ponto de equivalência desejado. Para isso, é necessário que este seja conhecido, o que é feito através da curva de titulação.
Em uma titulação, o "ponto final" da titulação refere-se ao momento em que o indicador muda de cor, não devendo ser confundido com o ponto de equivalência de uma titulação, tendo em vista que diferentes indicadores possuem diferentes pontos de "viragem" de cor que não coincidem necessariamente com o ponto de equivalência.

## Métodos para determinar o ponto de equivalência
Diferentes métodos para determinar o ponto de equivalência incluem:
Indicador de pH
Esta é uma substância que muda de cor em resposta a uma mudança química. Um indicador ácido-base (por exemplo, fenolftaleína) muda de cor dependendo do pH. Os indicadores redox também são usados com frequência. Uma gota de solução indicadora é adicionada à titulação no início; quando a cor muda o ponto final foi atingido, esta é uma aproximação do ponto de equivalência.
Condutância
A condutividade de uma solução depende dos íons ou iões que estão presente. Durante muitas titulações, a condutividade muda significantemente. Por exemplo, durante uma titulação ácido-base, os íons de H3O+ e OH- reagem para formar H2O neutro; isso muda a condutividade da solução. A condutância total de uma solução depende também de outros íons presentes na solução (como os contra-íons). Os íons não contribuem igualmente para a condutividade; isto depende também da mobilidade de cada íon e a concentração total de íons (força iônica). Assim, predizer a mudança na condutividade é mais difícil do que medi-la. 
Mudança de cor
Em algumas reações, a solução muda de cor sem qualquer adição de indicador. Isto é frequentemente visto em titulações redox, por exemplo, quando os diferentes estados de oxidação do produto e do reagente produzem cores diferentes.
Precipitação
Se a reação forma um sólido, então um precipitado se formará durante a titulação. Um exemplo clássico é a reação entre Ag+ e Cl- para formar um sal muito insolúvel, o AgCl. Surpreendentemente, isto geralmente torna difícil determinar o ponto final com precisão. Como resultado, as titulações de precipitação muitas vezes têm de ser feitas como titulações de retorno.
Calorimetria de titulação isotérmica
Um calorímetro de titulação isotérmica utiliza o calor produzido ou consumido pela reação para determinar o ponto de equivalência. Isto é importante nas titulações bioquímicas, tais como a determinação de como os substratos se ligam às enzimas.
Titulação termométrica
A titulação termométrica é uma técnica extraordinariamente versátil. É diferenciada da titulação calorimétrica pelo fato de o calor da reação (indicado pelo aumento ou diminuição da temperatura) não ser utilizado para determinar a quantidade de analito na solução da amostra. Em vez disso, o ponto de equivalência é determinado pela taxa de variação de temperatura. Como a titulometria termométrica é uma técnica relativa, não é necessário realizar a titulação em condições isotérmicas e as titulações podem ser conduzidas em vasos de plástico ou mesmo de vidro, embora estes recipientes sejam geralmente fechados para evitar que haja perda do material e perturbem o ponto final. Como as titulações termométricas podem ser conduzidas sob condições ambientais, elas são especialmente adequadas para o processo de rotina e controle de qualidade na indústria. Dependendo se a reação entre o titulante e o analito é exotérmica ou endotérmica, a temperatura aumentará ou diminuirá durante a titulação. Quando todo o analito foi consumido por reação com o titulante, uma alteração na taxa de aumento ou diminuição da temperatura revela o ponto de equivalência e pode ser observada uma inflexão na curva de temperatura. O ponto de equivalência pode ser localizado precisamente empregando a segunda derivada da curva de temperatura. O software utilizado nos modernos sistemas automatizados de titulação termométrica utiliza sofisticados algoritmos de suavização digital, de modo que o "ruído" resultante das sondas de temperatura altamente sensíveis não interfere na geração de um "pico" de segunda derivada simétrica e suave que define o ponto final. A técnica é capaz de muito alta precisão, e coeficientes de variância (CV's) de menos de 0,1 são comuns. As sondas modernas de temperatura de titulação termométrica consistem de um termistor que forma um braço de uma ponte de Wheatstone. Juntamente com a eletrônica de alta resolução, os melhores sistemas de titulação termométrica podem resolver temperaturas de 10-5K. Foram obtidos pontos de equivalência acentuada em titulações em que a variação de temperatura durante a titulação foi tão pequena como 0,001K. A técnica pode ser aplicada a essencialmente qualquer reação química num fluido onde há uma variação de entalpia, embora a reação cinética possa desempenhar um papel na determinação da nitidez do ponto final. A titulação termométrica foi aplicada com sucesso em titulações ácido-base, redox, EDTA e precipitação. Exemplos de titulações de precipitação bem sucedidas são sulfato por titulação com íons de bário, fosfato por titulação com magnésio em solução amoniacal, cloreto por titulação com nitrato de prata, níquel por titulação com dimetilglioxima e fluoreto por titulação com alumínio (como K2NaAlF6). Como a sonda de temperatura não necessita de ser ligada eletricamente à solução (como nas titulações potenciométricas), as titulações não aquosas podem ser realizadas tão facilmente como as titulações aquosas. As soluções que são altamente coloridas ou turvas podem ser analisadas por termometria sem tratamento adicional da amostra. A sonda é essencialmente livre de manutenção. Usando modernas, buretas de alta precisão, titulações termométricas automáticas são geralmente concluídas em poucos minutos, tornando a técnica uma escolha ideal onde a alta produtividade laboratorial é necessária.
Espectroscopia
A espectroscopia pode ser usada para medir a absorção de luz da solução durante a titulação, se o espectro do reagente, titulante ou produto é conhecido. As quantidades relativas do produto e do reagente podem ser utilizadas para determinar o ponto de equivalência. Alternativamente, a presença de titulante livre (indicando que a reação está completa) pode ser detectada a níveis muito baixos. Um exemplo de detector de ponto final robusto para gravação de semicondutores é EPD-6, uma reação de sondagem do sistema em até seis comprimentos de onda diferentes.
Amperometria
A amperometria pode ser utilizada como técnica de detecção (titulação amperométrica). A corrente devido à oxidação ou redução dos reagentes ou produtos num elétrodo de trabalho dependerá da concentração dessa espécie em solução. O ponto de equivalência pode então ser detectado como uma variação na corrente. Este método é mais útil quando o titulante em excesso pode ser reduzido, como na titulação de halogenetos com Ag+. (Isto é útil também porque ignora os precipitados.)